# Protonemura rauschi
Protonemura rauschi är en bäcksländeart som beskrevs av Günther Theischinger 1975. Protonemura rauschi ingår i släktet Protonemura och familjen kryssbäcksländor. Inga underarter finns listade i Catalogue of Life.